# Leptosega gracilis
Leptosega gracilis (лат.) — вид ос-блестянок, единственный в составе монотипического рода Leptosega из подсемейства Amiseginae.

## Распространение
Южная Африка: ЮАР (Zululand, Gingindhlovu).

## Описание
Мелкие осы-блестянки со стебельчатым брюшком. Голова с затылочным килем, щёчные бороздки отсутствуют. Пронотум выпуклый, длинный, равен 1,3 от комбинированной длины скутума, скутеллюма и метанотума (метанотум в 2,6 раза длиннее скутеллюма). Проподеум округлый. Мезоплеврон пунктированный, без бороздок. Самцы бескрылые, самки не известны. Коготки лапок без зубцов. Паразитоиды. Единственный другой род амизегин со стебельчатым брюшком это Afrosega. Таксон был впервые описан в 1984 году американским гименоптерологом Карлом Кромбейном (Karl V. Krombein; Department of Entomology, National Museum of Natural History, Smithsonian Institution, Вашингтон, США).